# Scolopia madagascariensis
Scolopia madagascariensis är en videväxtart som beskrevs av Herman Otto Sleumer. Scolopia madagascariensis ingår i släktet Scolopia och familjen videväxter. Inga underarter finns listade i Catalogue of Life.